# Nils Gabriel Sefström
Nils Gabriel Sefström (ur. 2 czerwca 1787 w Ilsbo, zm. 30 listopada 1845 w Sztokholmie) – szwedzki chemik. 
Studiował chemię w Karlsbergu. W 1830 r. opisał znaleziony w rudzie żelaza nieznzny sobie pierwiastek (wanad), który, jak się okazało, wcześniej (1801 r.) odkrył i opisał hiszpański mineralog Andrés Manuel del Río. Serström nazwał metal vanadium (wanad) od staronordyckiej nazwy mitycznej bogini Vanadis, obecnie znanej jako Freja. Odkrycia wanadu dokonał w czasie badania rudy żelaza poddawanej działaniu kwasu solnego. Zauważył, że pokruszona ruda żelaza daje czarny osad pod działaniem kwasu solnego, ale nie zawsze. Czasami osad pojawia się mimo braku rozdrobnienia rudy. Badanie osadu pozwoliło na odkrycie wanadu.